# Asesinato de James Byrd Jr.
James Byrd Jr. (2 de mayo de 1949 - 7 de junio de 1998) fue un hombre afroestadounidense que fue brutalmente asesinado por tres supremacistas blancos en la ciudad de Jasper (estado de Texas), el 7 de junio de 1998.
Los jóvenes Shawn Berry (23), Lawrence Brewer (31) y John William King (23) arrastraron a Byrd durante 4.8 km detrás de una camioneta pickup a lo largo de una carretera asfaltada. 
Según el testimonio de los asesinos, James Byrd permaneció consciente durante la mayor parte de su terrible experiencia, y murió a mitad de camino cuando golpeó el borde de una obra de drenaje, que le cortó la cabeza y el brazo derecho. Los asesinos condujeron otra milla y media (2,4 km) antes de arrojar su torso frente a la iglesia evangélica para negros del pueblo.
El linchamiento por arrastre de Byrd dio ímpetu a la aprobación de una ley de crímenes de odio en el estado de Texas. Más tarde condujo a la Ley de Prevención de Crímenes de Odio de Matthew Shepard y James Byrd Jr., conocida comúnmente como la Ley de Matthew Shepard (un estudiante homosexual de 21 años asesinado el 7 de octubre de 1998, cuatro meses después que Byrd), que en 2009 se convirtió en ley federal.
El 21 de septiembre de 2011, el estado de Texas ejecutó a Lawrence Brewer mediante inyección letal por su participación en este delito.
John King fue ejecutado mediante inyección letal en la penitenciaría estatal de Huntsville (estado de Texas) el 24 de abril de 2019.
Shawn Berry fue condenado a cadena perpetua y será elegible para libertad condicional en el año 2038.

## Víctima
James Byrd Jr. nació el 2 de mayo de 1949 en el condado de Jasper, Texas, como uno de los nueve hijos de Stella Mae (21 de marzo de 1925 - 6 de octubre de 2010) y James Byrd Sr. (25 de enero de 1925 - 1 de septiembre de 2020).
Su madre era maestra de la escuela dominical y su padre diácono en la iglesia local. Byrd se graduó del instituto en 1967, en el último curso que hubo con segregación racial. Luego se casó y tuvo tres hijos: Renee, Ross y Jamie. Trabajaba como vendedor de aspiradoras.
Tras el crimen, Ross Byrd (el único hijo varón de James Byrd Jr.) se involucró con la asociación Murder Victims’ Families for Reconciliation (‘familias de las víctimas de asesinato para la reconciliación’), una organización que se opone a la pena capital. Hizo campaña para salvar las vidas de los que asesinaron a su padre y aparece brevemente en el documental Deadline.

## Asesinato
El 7 de junio de 1998, James Byrd, de 49 años de edad, aceptó subir al coche de Shawn Berry (de 23 años), Lawrence Brewer (de 31 años) y John King (de 23 años).
Berry, quien conducía, conocía a Byrd de la ciudad. En lugar de llevar a Byrd a su casa, los tres hombres le condujeron a un remoto camino del condado fuera de la ciudad, lo golpearon severamente, le pintaron la cara con spray, orinaron y defecaron sobre él, y luego lo encadenaron por los tobillos a su camioneta antes de arrastrarlo por unas 3 millas (4,8 km). Más tarde Brewer afirmó que, antes de empezar a arrastrarlo, Shawn Berry le había hecho a Byrd un profundo corte en la garganta. Sin embargo, la evidencia forense sugiere que Byrd había estado tratando de mantener la cabeza levantada mientras era arrastrado, y la autopsia sugirió que Byrd estuvo vivo durante gran parte del arrastre. Byrd murió a la mitad de la ruta de su arrastre, cuando golpeó una tajea que le cercenó la cabeza y el brazo derecho.
Mientras casi todas las costillas de Byrd estaban fracturadas, su cráneo y su cerebro fueron encontrados intactos, sugiriendo que además se mantuvo consciente mientras estaba siendo arrastrado y despedazado por la fricción.
Berry, Brewer y King arrojaron los restos mutilados del cuerpo de Byrd frente a una iglesia para negros en Huff Creek Road, y luego se dirigieron a una parrillada para festejar.
A la mañana siguiente, un automovilista encontró el cadáver decapitado de Byrd. A lo largo de la zona donde Byrd fue arrastrado, la policía encontró una llave inglesa con la palabra «Berry» escrita en ella. También encontraron un encendedor con la inscripción «Possum», que era el apodo de la prisión donde había estado King. La policía encontró 81 puntos con restos de Byrd que fueron quedando atrás.
Como Brewer y King eran conocidos supremacistas blancos, las autoridades estatales determinaron que el asesinato habría sido un crimen de odio. Llamaron a la FBI (Oficina Federal de Investigación) menos de 24 horas después del descubrimiento de los restos de Byrd. El agente especial a cargo de la oficina del FBI en Houston dijo que estaban asistiendo debido a las «circunstancias extremas» del caso.
John William King tenía varios tatuajes racistas: un hombre negro colgado de un árbol, símbolos nazis, las palabras «aryan pride» (en inglés, ‘orgullo ario’), y el parche para una pandilla de prisioneros de la supremacía blanca conocidos como los Caballeros Confederados de América. En una carta de la cárcel a Brewer que fue interceptada por los oficiales de la cárcel, King expresó su orgullo por el crimen y dijo que se dio cuenta, mientras cometía el asesinato, de que podría tener que morir. 

Independientemente del resultado de esto, hemos hecho historia. Muerte antes que deshonor, ¡Sieg Heil!
John William King (23)

Un oficial que investigaba el caso también testificó que los testigos dijeron que King había hecho referencia a Los diarios de Turner después de golpear a Byrd.
Berry, Brewer y King fueron juzgados y condenados por el asesinato de Byrd. Brewer y King recibieron la pena de muerte, mientras que Berry fue sentenciado de 40 años a cadena perpetua y será elegible para libertad condicional en el año 2038. Brewer fue ejecutado por inyección letal el 21 de septiembre de 2011, y King el 24 de abril de 2019.

## Perpetradores

### Shawn Berry
Shawn Allen Berry (n. 12 de febrero de 1975) afirmó que Brewer y King eran los únicos responsables del crimen. Sin embargo, Brewer testificó que Berry le había cortado la garganta a Byrd antes de que lo ataran a la camioneta. El jurado decidió que había pocas pruebas que apoyaran esta afirmación. Como resultado, Berry no fue condenado a la pena de muerte y fue sentenciado a cadena perpetua con un mínimo de prisión de 40 años. A partir de 2008, Berry estaba bajo custodia protectora la Unidad Ramsey del Departamento de Justicia Penal de Texas y será elegible por primera vez para la libertad condicional cuando tenga 63 años en junio de 2038. Pasa 23 horas al día en una celda de 2,4 por 6 pies (2,4 por 1,8 m), con 1 hora para hacer ejercicio. 
Berry se casó con Christie Marcontell. Marcontell era la novia de Berry en el momento del asesinato. Tienen un hijo.

### Lawrence Brewer
Lawrence Russell Brewer (13 de marzo de 1967 - 21 de septiembre de 2011) fue un supremacista blanco que, antes del asesinato de Byrd, había cumplido una condena de prisión por posesión de drogas y robo. Fue puesto en libertad condicional en 1991. Brewer fue devuelto a prisión en 1994, después de violar sus condiciones de libertad condicional. Según su testimonio en la corte, se unió a una pandilla de la prisión de la supremacía blanca con John King para protegerse de otros reclusos, y Brewer y King se hicieron amigos en la prisión de la Unidad. Brewer (que recibió el número de preso TDCJ#999327) estaba en el corredor de la muerte en la Unidad Polunsky, pero fue ejecutado en la Unidad de Huntsville el 21 de septiembre de 2011.
El día antes de su ejecución, Brewer no expresó ningún remordimiento por su crimen, como le dijo al programa de noticias de cananl KHOU 11, en Houston:

En cuanto a cualquier arrepentimiento, no, no tengo arrepentimientos. A decir verdad, lo haría todo de nuevo.
Lawrence Brewer

Antes de su ejecución, Brewer ordenó una última comida que incluía dos filetes de pollo fritos cubiertos de salsa con cebollas rebanadas; una hamburguesa con queso y tocino; un omelette de queso con carne molida, tomates, cebollas, pimientos y jalapeños; un tazón de okra frita con ketchup; una libra de carne asada con media barra de pan blanco; tres fajitas completamente rellenas; una pizza con ternera, pepperoni, jamón y panceta ahumada; una pinta de helado de vainilla Blue Bell; una rodaja de dulce de maní con mantequilla de maní y cacahuetes triturados; y tres cervezas de raíz.
Cuando se presentó la comida, dijo a los funcionarios que no tenía hambre y, por lo tanto, no comió nada de ella. La comida fue descartada, lo que llevó al senador estatal John Whitmire a solicitar a los funcionarios de prisiones de Texas que pusieran fin a la tradición de 87 años de dar una última comida a los reclusos condenados.
El director ejecutivo del organismo penitenciario terminó con la tradición dentro del estado de Texas de manera inmediata.

### John King
John William «Bill» King (3 de noviembre de 1974 - 24 de abril de 2019) era un viejo amigo de Berry, fue acusado de golpear a Byrd con un bate y luego arrastrarlo detrás de la camioneta hasta su muerte. King, quien antes del asesinato había sido liberado recientemente de una prisión de Texas, dijo que allí había sido violado en repetidas ocasiones por reclusos negros. Fue declarado culpable y sentenciado a muerte por su papel en el secuestro y asesinato de Byrd, y se encontraba en el corredor de la muerte en la Unidad Polunsky.
El 21 de diciembre de 2018, la ejecución de King por inyección letal estaba programada para el 24 de abril de 2019. El 22 de abril de 2019, sus apelaciones a la Corte de Apelaciones Criminales de Texas y a la Junta de Indultos y Libertad Condicional de Texas fueron denegadas. Fue ejecutado en la Unidad de Huntsville el 24 de abril de 2019.

## Reacciones tras el asesinato
Numerosos aspectos del asesinato de Byrd hacen eco de las tradiciones de linchamiento en el sur de Estados Unidos. Estos incluyen la mutilación, la decapitación y el jolgorio, como una barbacoa o un pícnic, ya sea durante o después de un linchamiento. El asesinato de Byrd fue condenado enérgicamente por Jesse Jackson y el Centro Martin Luther King como un acto de racismo despiadado y también centró la atención nacional en la prevalencia de las pandillas de la supremacía blanca en las cárceles.
La familia de la víctima creó la James Byrd Foundation for Racial Healing (Fundación James Byrd para la Sanación Racial) después de su muerte.
La estrella del baloncesto Dennis Rodman pagó sus gastos funerarios y le dio a la familia de Byrd veinticinco mil dólares. El promotor de la lucha Don King les dio a los hijos de Byrd cien mil dólares para que los destinaran a sus gastos educativos.
En febrero de 1999, mientras trabajaba como diyéi de radio en la emisora WARW en Washington D. C., Doug Tracht (también conocido como «The Greaseman») hizo un comentario despectivo refiriéndose a James Byrd después de tocar la canción de Lauryn Hill «Doo Wop (That Thing)». Ese incidente probó ser catastrófico para la carrera de Tracht, provocando protestas de oyentes blancos y negros por igual. Fue despedido rápidamente de WARW y perdió su puesto como ayudante del sheriff voluntario en Falls Church, Virginia.
En mayo de 2004, dos adolescentes blancos del pueblo de Jasper, Joshua Lee Talley y John Matthew Fowler, fueron arrestados y acusados de conducta criminal por profanar la tumba de James Byrd Jr. con insultos raciales.

## Impacto político
Algunos grupos de defensa, como el Fondo Nacional de Votantes de la NAACP, plantearon este caso durante la campaña presidencial de George W. Bush en el año 2000. Acusaron a Bush de racismo implícito, ya que como gobernador de Texas, se oponía a la legislación sobre delitos motivados por el odio. Además, citando un compromiso previo, Bush no se presentó en el funeral de Byrd. Debido a que dos de los tres asesinos fueron sentenciados a muerte y el tercer asesino fue sentenciado a cadena perpetua (los tres fueron acusados y condenados por asesinato capital, el nivel más alto de delitos graves en Texas), el gobernador Bush sostuvo que «no necesitamos leyes más duras».
La 77.ª Legislatura de Texas aprobó la Ley de Crímenes de Odio de James Byrd Jr. con la firma del gobernador Rick Perry, quien heredó el resto del mandato de Bush, la ley se convirtió en ley estatal de Texas en 2001. En 2009, la Ley de Prevención de Crímenes de Odio Matthew Shepard y James Byrd Jr. amplió la ley federal de delitos de odio de 1969 de los Estados Unidos para incluir los delitos motivados por el sexo, la raza, la orientación sexual, o la discapacidad de la víctima.

## En la cultura popular
- En 2003, una película sobre el crimen, titulada Jasper, Texas, fue producida y emitida en el canal Showtime.
- También en 2003, un documental titulado «Two towns of Jasper», realizado por los cineastas Marco Williams y Whitney Dow, se estrenó en la serie P.O.V. del canal PBS.